# Dixanthogen
Dixanthogen oder EXD ist eine chemische Verbindung aus der Gruppe der Disulfide und Thiokohlensäureester.

## Gewinnung und Darstellung
EXD kann durch Reaktion von Natriumethanolat mit Kohlenstoffdisulfid und anschließender Oxidation gewonnen werden.

## Verwendung
EXD wird als Herbizid und Ektoparasitikum, insbesondere als Krätzemittel Xanthoscabin, verwendet. Außerdem spielt EXD eine Rolle bei der Flotation von sulfidischen Erzen.
In der Europäischen Union und in der Schweiz ist EXD nicht als Pflanzenschutzwirkstoff zugelassen.